# Porto (Zamora)
Porto es un municipio y localidad española de la provincia de Zamora, en la comunidad autónoma de Castilla y León. Cuenta con una población es 156 habitantes (INE 2024).
Su término municipal ocupa la esquina noroeste de la provincia de Zamora, en el límite de esta provincia con las provincias colindantes de León y Orense. Dista 175 km de Zamora —dato que sitúa a Porto como la localidad más alejada de la capital provincial— y 149 km de Orense. Pertenece a la comarca de Sanabria, dentro de la denominada Alta Sanabria. Su término se integra dentro del territorio delimitado para el parque natural del Lago de Sanabria, en el que se encuentra el mayor lago de origen glaciar de la península ibérica, con 318,7 ha y una profundidad máxima de 53 m, además de ser un espacio natural protegido de gran atractivo turístico.
Es uno de los municipios bilingües de la provincia de Zamora, ya que sus habitantes utilizan habitualmente tanto el castellano como el portexo, variante local del gallego oriental.

## Geografía física

### Ubicación

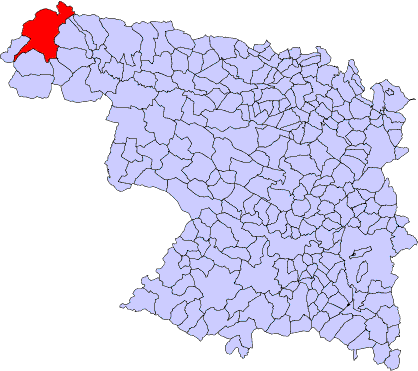
Situación de Porto en la provincia de Zamora.

Porto se encuentra al noroeste de la provincia de Zamora, a 180 km de la capital provincial. Posee una extensión de 200,82 km² —lo que supone el 1,89 % de la provincia de Zamora— y cuenta con una altitud media de 1211 m sobre el nivel del mar, siendo el municipio más alto de su provincia.
Su término municipal limita con los términos de Carballeda de Valdeorras, La Vega (Orense), Viana del Bollo, Pías, Lubián, Requejo de Sanabria, Cobreros, Galende, Trefacio, San Justo (Zamora) y Encinedo
Se encuentra situado en un profundo valle a la caída de los cerros de La Cuesta y de Tanxilde, al norte del río Bibey, accidentada por las sierras de La Porpasa y Currais (en la sierra Calva o de Porto) y la Segundera.  Está enclavada en la región natural de Sanabria, dentro de la denominada Alta Sanabria, encontrándose situada a unos 30 km de la carretera nacional N-525.

### Orografía
El municipio de Porto comprende una de las zonas más accidentadas de la provincia de Zamora, ya que es su término se incluye parte del macizo de la sierra Segundera y demás formaciones adyacentes, además de la sierra Calva o de Porto, con alturas superiores a los 2000 m sobre el nivel del mar. 
La zona montañosa, con cotas de hasta 2000 m, está enclavada en forma de arco, en el extremo oeste provincial, limitando con las provincias de León y Orense y el norte de Portugal. Su configuración es ondulante y semirradial, partiendo del circo del río Tera, y se compone de: 
- La sierra de Porto, siendo sus principales alturas las de Montouto (1878 m),[5] Pico de Ocelo (1692 m),[6] Altos da Corralizia (1762 m),[7] O Sextil (1757 m)[8] y Rucin (1692 m).[9]
- La sierra Segundera que, paralela a la sierra de Porto, cuenta con sus mayores alturas en el Moncalvo(2044 m), Moncalvillo (2028 m), As Marras (1986 m), Cabril (1850 m), Valdecasares (1844 m) y Cabezo (1829 m). Esta sierra se encuentra bordeada por las cuencas de los ríos Bibey y Tera.
- Las montañas Trevincas, cuyo nombre indica la confluencia de en la zona de tres provincias (León-Orense-Zamora). Cuenta con una fisonomía ramificada en forma de estrella, siendo sus máximas cotas las de Peña Trevinca norte y el alto del Xurbial (ambas con 2002 m) y Peña Trevinca sur (2127 m).

La altitud del término municipal varía entre los 1200 m sobre el nivel del mar en el río Bibey en la frontera con el término municipal de Viana del Bollo; y los 2127 m de Peña Trevinca.

### Hidrografía
En el término municipal existen seis embalses y lagunas (La Playa, Puente Porto, Valdesirgas, San Sebastián, Vega de Conde y Laguna de los Peces), siendo el embalse de San Sebastián es el de mayor capacidad.
El curso de agua más importante es el del río Bibey, que nace en Fuente Bibey al pie de Piatorta, discurriendo por un profundo valle hasta desembocar en el río Sil. El río Valdesirgas recoge su agua en el embalse de su nombre con una capacidad de 1,8 km³ que mueven la central de Porto, junto con lo anteriormente citado forman el embalse de San Sebastián con una capacidad de 24,5 km³.
Son muy frecuentes las formaciones lacustres, son numerosas, casi todas ellas formadas como consecuencia del casquete glaciar de varias decenas de kilómetros cuadrados formados por las sierras Cabrera y Segundera. Entre ellas están las de Los Cancelos, Lagoas de Verea, Lagoas de Piatorta, Laguna de Lacillo (1695 m de altitud) y laguna de los Peces.
También destacan sus numerosos manantiales, entre ellos Fonte da Pinllela, Fonte da Cal, Fonte de Viñalonga, Fonte Salgueiro, Fonte da Cárcoba, Fonte Lagañosa, Fonte da Lamela, Fonte das Pastoras, Fonte de Tanxilde, Fonte dos Paos, As Fontelas, Fonte fría, Sete Fontes y a Fillateira. Todas estas fuentes son de agua fría y potable y su uso o destino es para el consumo público y algunas de ellas también como abrevaderos, además del riego de algunas zonas del término.

### Clima
Cuenta con un clima de montaña, es decir,  con inviernos muy fríos, con fuertes ventiscas de agua y nieve, y veranos cortos y templados. Destaca el contraste de sus temperaturas medias con máximas en julio, agosto y septiembre donde se alcanzan los 31,5 °C y mínimas en diciembre y febrero donde los termómetros bajan hasta los 13 °C bajo cero. En cuanto a su régimen de lluvias, es una zona que se puede considerar de clima húmedo, ya que las precipitaciones oscilan entre 1500-1600 mm/año.

## Naturaleza

### Flora
El término municipal de Porto se encuentra dentro del parque natural del lago de Sanabria. La diversidad de especies caracteriza a este ecosistema situado en el mismo límite entre la zona húmeda y la templada. Bosques de robles coexisten con abedules y sauces, así como acebos y tejos, entre grandes extensiones de matorral. Por otro lado, la abundancia de lagunas, manantiales y arroyos permite la existencia de turberas, una auténtica rareza en estas latitudes. 

### Fauna
Aquí se cobija una variada fauna, entre la que destaca la presencia del corzo, gato montes, lobo, perdiz pardilla, águila real, nutria y la trucha, entre otras, siendo estas algunas de las numerosas especies que habitan este espacio natural, que cuenta con la protección actual desde 1978.

## Historia

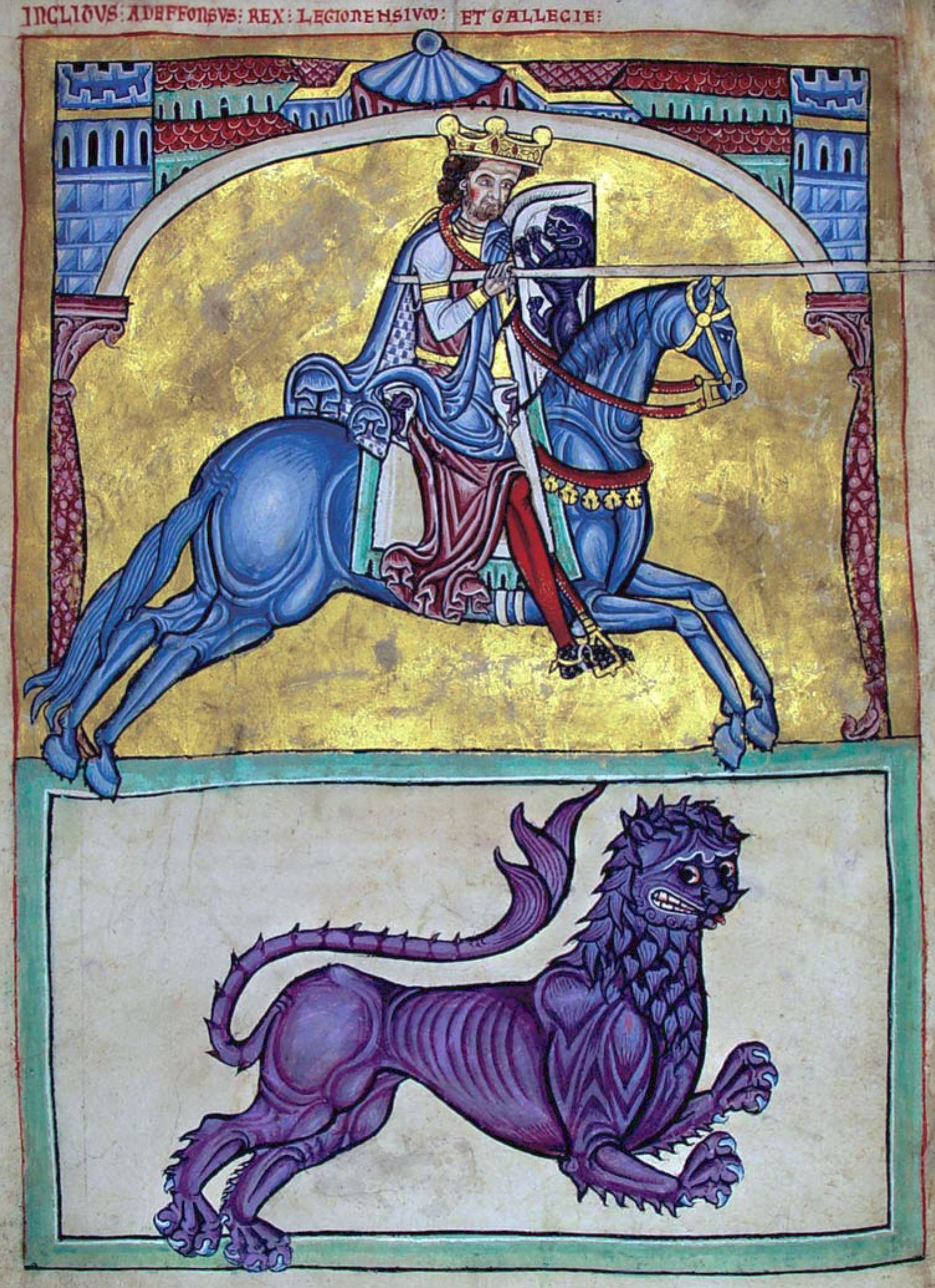
Alfonso IX de León confirmó en 1209 los fueros de Porto.

En la Edad Media, con el avance de la Reconquista, Porto pasó a formar parte del Reino de León, hecho por el cual, se integraba durante la Edad Moderna dentro de la jurisdicción del Adelantamiento del Reino de León.
En el siglo XIII, en una fecha desconocida al no conservarse el documento, el rey Alfonso VII de León otorgó fueros propios a la villa de Porto. Posteriormente, en el año 1209, Alfonso IX de León otorgó en Salamanca un privilegio a Porto confirmándole sus fueros. Asimismo, en esa misma ciudad concedió las localidades de Porto y Pías a la Orden de Santiago en noviembre del año 1222. Debido a este hecho,  Porto perteneció eclesiásticamente a la diócesis de León de Santiago (que agrupaba los territorios leoneses de la Orden de Santiago) hasta su disolución por orden papal en el año 1873.
Administrativamente siempre ha estado vinculado a la tierra de Sanabria y al Reino de León. Únicamente en un proyecto de división provincial que se tramitó durante el Trienio Liberal, el municipio se agregaba a la provincia de Orense. En el resto de proyectos de modificación pertenecía, junto con el resto de Sanabria, bien a la Provincia de las Tierras del Conde de Benavente (que dependía para el voto en Cortes de Valladolid), donde estuvo asignada la tierra sanabresa durante la Edad Moderna, bien a la provincia de Zamora, donde finalmente fue incorporada tras la división provincial de 1833, manteniendo no obstante su pertenencia regional al Reino de León.
Por ley de 3 de marzo del año 1906, se llevaron a cabo las actas de deslinde de Porto con los diferentes pueblos limítrofes pertenecientes a las provincias de Zamora, León y Orense, no habiéndose producido modificaciones desde entonces.
Los vecinos vienen reclamando desde los años 1990 el arreglo y modernización de la deteriorada ZA-102, la carretera de montaña que da acceso a Porto. A esta petición se han unido otras más recientes como la mejora en el acceso a las redes Wifi, que las cuadrillas de mantenimiento del monte estén integradas por vecinos del pueblo y una distribución más equitativa de la riqueza que genera el parque natural del Lago de Sanabria. Como consecuencia, han protagonizado diversos actos de protesta, como el del 26 de agosto de 2018, fecha en la que celebró una consulta informal sobre la hipotética separación de Castilla y León para pasar a formar parte de Galicia.

## Geografía humana

### Demografía
Cuenta con una población de 156 habitantes (INE 2024).
| Gráfica de evolución demográfica de Porto entre 1842 y 2021                                                           |
| |
| Población de derecho según los censos de población del INE. Población de hecho según los censos de población del INE. |

## Administración y política

### Elecciones municipales
| Resultado elecciones municipales del 26 de mayo de 2019 en Porto |       |            |            |
| Formación política                                               | Votos | Porcentaje | Concejales |
| Partido Socialista Obrero Español (PSOE)                         | 85    | 53,8%      | 4          |
| Partido Popular (PP)                                             | 69    | 43,7%      | 1          |

### Elecciones autonómicas
| Elecciones autonómicas de 2022 en Porto | Elecciones autonómicas de 2022 en Porto              | Elecciones autonómicas de 2022 en Porto | Elecciones autonómicas de 2022 en Porto | Elecciones autonómicas de 2022 en Porto |
| Logo                                    | Partido político                                     | Votos                                   | Porcentaje                              |                                         |
| --------------------------------------- | ---------------------------------------------------- | --------------------------------------- | --------------------------------------- | --------------------------------------- |
|                                         | Partido Popular (PP)                                 | 46                                      | 44,7%                                   |                                         |
|                                         | Partido Socialista Obrero Español (PSOE)             | 37                                      | 35,9%                                   |                                         |
|                                         | Vox                                                  | 6                                       | 5,8%                                    |                                         |
|                                         | Podemos-IU                                           | 6                                       | 5,8%                                    |                                         |
|                                         | Unión del Pueblo Leonés (UPL)                        | 5                                       | 4,9%                                    |                                         |
|                                         | Por Zamora                                           | 2                                       | 1,9%                                    |                                         |
|                                         | Ciudadanos-Partido de la Ciudadanía (Cs)             | 0                                       | 0,0%                                    |                                         |
|                                         | Partido Regionalista del País Leonés (PREPAL)        | 0                                       | 0,0%                                    |                                         |
|                                         | Partido Animalista Contra el Maltrato Animal (PACMA) | 0                                       | 0,0%                                    |                                         |
|                                         | Zamora Decide                                        | 0                                       | 0,0%                                    |                                         |
|                                         | Partido Castellano-Tierra Comunera (PCAS-TC)         | 0                                       | 0,0%                                    |                                         |

## Patrimonio
- Iglesia de Nuestra Señora de la Asunción. Data de los siglos XII-XIII.
- Arquitectura tradicional. Es típica de la zona sanabresa. En ella podemos encontrar hornos de pan medievales, antiguos molinos harineros, telares, puentes, fuentes, etc.

## Cultura

### Fiestas
Las fiestas más notables son las de San Antonio del 13 de junio, La Asunción del 15 de agosto y San Roque el 16 de agosto. Además, esta localidad es famosa por las ferias de ganado que se vienen celebrando desde el siglo XIX los últimos sábados de cada mes entre mayo y octubre y, de forma especial y por ser la más visitada, la del 26 de agosto.